# Orlegna
Die Orlegna ist ein rund 12 Kilometer langer linker Nebenfluss der Mera im Schweizer Kanton Graubünden. Sie durchfliesst das Val Forno in den Bernina-Alpen und verläuft dabei vollständig in der Gemeinde Bregaglia im Süden des Kantons.

## Geographie

### Verlauf
Die Orlegna entspringt auf etwa 2230 m ü. M. dem Fornogletscher zwischen Piz Casnil im Westen und Monte del Forno im Osten nahe der Grenze zu Italien. Sie fliesst anfangs hauptsächlich nach Nordnordost durch den hintersten Teil des Val Forno. Nach Einmündung des Wassers vom Laghetto dei Rossi von rechts wird die Orlegna von einer kleinen Staumauer der Wasserfassung Plancanin gestaut. Dieses Wasser gelangt durch einen Druckstollen nach Murtaira, ehe es durch einen Druckschacht ins Maschinenhaus des Kraftwerks Löbbia geleitet wird.
Direkt nach der Staumauer mündet von rechts der Bach aus dem Val Muretto in die Orlegna. Sie fliesst jetzt nach Nordnordwest und nimmt die Abflüsse mehrerer kleiner Bergseen auf, darunter den Riale Margna. Die Orlegna bildet nun eine enge Schlucht, in der von links der Abfluss des Lägh da Cavloc einmündet, ehe sie die Staumauer des Rückhaltebeckens Orden erreicht, die das Bergell bis tief nach Italien bei starken Niederschlägen schützen soll. Nach dieser Staumauer bildet sie erneut eine Schlucht, die sich bis Cavril hinzieht. Hier schlängeln sich am rechten Ufer die Serpentinen der Malojapassstrasse das Tal hinauf.
In Cavril wendet sie sich nach Südwesten und passiert Casaccia. Nur wenig später mündet die Orlegna wenig nördlich von Löbbia auf 1433 m ü. M. von links in die Mera. Die Orlegna besitzt an der Mündung einen höheren Abfluss sowie ein grösseres Einzugsgebiet als die Mera.

### Einzugsgebiet
Das Einzugsgebiet der Orlegna beträgt 44,74 Quadratkilometer, davon sind 56,4 % unproduktive Fläche, 19,3 % Gletscher und Firne, 14 % bestockte Fläche, 8,1 % Landwirtschaftsfläche, 1 % Gewässerfläche und 0,7 % Siedlungsfläche.
Der höchste Punkt liegt auf 3360 m ü. M. wenig unterhalb der Cima di Castello an deren Osthang, die mittlere Höhe beträgt 2426 m ü. M. und der tiefste Punkt liegt an der Mündung auf 1433 m ü. M.
Der mittlere Abfluss an der Mündung beträgt 2,78 m³/s, mit einem Maximum im Juli mit 6,92 m³/s und einem Minimum im März mit 0,4 m³/s.

Orlegna bei Orden nahe Maloja (1950)
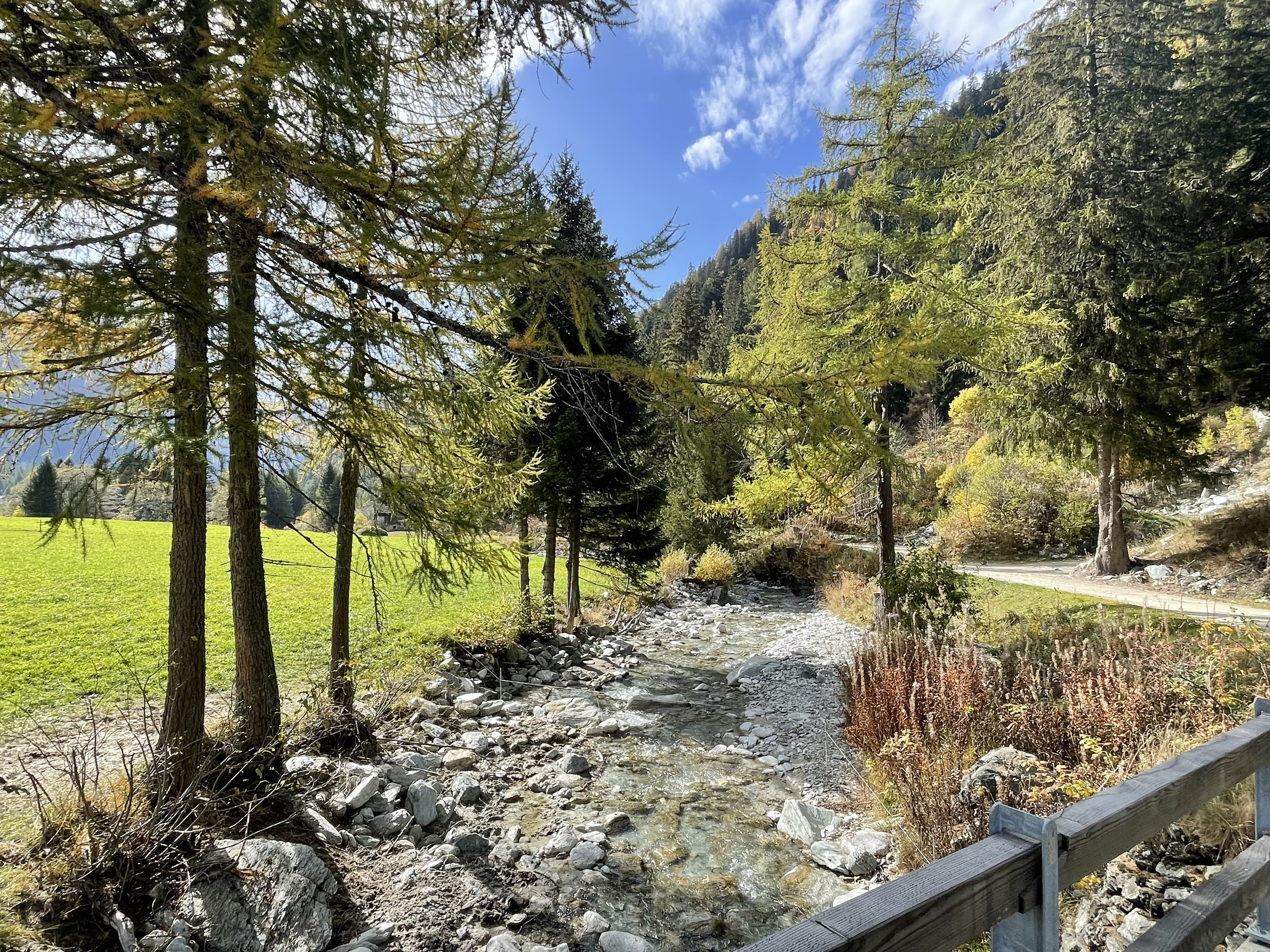
Bei Casaccia